# Rannée
Rannée település Franciaországban, Ille-et-Vilaine megyében. Lakosainak száma 1081 fő (2022. január 1.). Rannée Arbrissel, Availles-sur-Seiche, Chelun, Drouges, Forges-la-Forêt, La Guerche-de-Bretagne, Moussé, Retiers, La Selle-Guerchaise, Visseiche, Brains-sur-les-Marches, Fontaine-Couverte, La Rouaudière és Saint-Aignan-sur-Roë községekkel határos.

## Népesség
A település népessége az elmúlt években az alábbi módon változott:
| Lakosok száma | 1160 | 1115 | 1109 | 1153 | 1121 | 1110 | 1094 | 1076 | 1073 | 1081 |
|               | 1968 | 1982 | 1990 | 2006 | 2013 | 2015 | 2017 | 2019 | 2020 | 2022 |